# Verein für Bewegungsspiele Stuttgart 1893 1989-1990
Questa voce raccoglie le informazioni riguardanti il Verein für Bewegungsspiele Stuttgart 1893 nelle competizioni ufficiali della stagione 1989-1990.

## Stagione
Nella stagione 1989-1990 il Stoccarda, allenato da Arie Haan e Willi Entenmann, concluse il campionato di Bundesliga al 6º posto. In Coppa di Germania il Stoccarda fu eliminato ai quarti di finale dal Werder Brema. In Coppa UEFA il Stoccarda fu eliminato agli ottavi di finale dall'Anversa.

## Rosa
| N. |                     | Ruolo | Calciatore          |
| -- | ------------------- | ----- | ------------------- |
| 6  | Germania (bandiera) | D     | Guido Buchwald      |
| 13 | Germania (bandiera) | D     | Günther Schäfer     |
| 22 | Germania (bandiera) | P     | Eberhard Trautner   |
|    | Germania (bandiera) | P     | Eike Immel          |
|    | Germania (bandiera) | D     | Michael Frontzeck   |
|    | Germania (bandiera) | D     | Jens Keller         |
|    | Germania (bandiera) | D     | Marco Kurz          |
|    | Germania (bandiera) | D     | Klaus Mirwald       |
|    | Germania (bandiera) | D     | Nils Schmäler       |
|    | Germania (bandiera) | D     | Alexander Strehmel  |
|    | Islanda (bandiera)  | D     | Eyjólfur Sverrisson |
|    | Germania (bandiera) | C     | Karl Allgöwer       |

| N. |                      | Ruolo | Calciatore          |
| -- | -------------------- | ----- | ------------------- |
|    | Argentina (bandiera) | C     | José Basualdo       |
|    | Germania (bandiera)  | C     | Maurizio Gaudino    |
|    | Germania (bandiera)  | C     | Jürgen Hartmann     |
|    | Germania (bandiera)  | C     | Axel Jüptner        |
|    | Germania (bandiera)  | C     | Gerhard Poschner    |
|    | Germania (bandiera)  | C     | Manfred Schnalke    |
|    | Islanda (bandiera)   | C     | Ásgeir Sigurvinsson |
|    | Germania (bandiera)  | A     | Manfred Kastl       |
|    | Germania (bandiera)  | A     | Irsen Latifović     |
|    | Danimarca (bandiera) | A     | Peter Rasmussen     |
|    | Germania (bandiera)  | A     | Olaf Schmäler       |
|    | Germania (bandiera)  | A     | Fritz Walter        |

## Organigramma societario
Area tecnica
- Allenatore: Willi Entenmann
- Allenatore in seconda:
- Preparatore dei portieri: Jochen Rücker
- Preparatori atletici: Gerhard Wörn

## Calciomercato

### Sessione estiva
| Acquisti | Acquisti          | Acquisti            | Acquisti |
| R.       | Nome              | da                  | Modalità |
| -------- | ----------------- | ------------------- | -------- |
| C        | José Basualdo     | Dep. Mandiyú        |          |
| D        | Michael Frontzeck | Borussia M'gladbach |          |
| A        | Demir Hotić       | Kickers Stoccarda   |          |
| A        | Manfred Kastl     | Bayer Leverkusen    |          |
| A        | Peter Rasmussen   | Aalborg             |          |

| Cessioni | Cessioni          | Cessioni       | Cessioni |
| R.       | Nome              | a              | Modalità |
| -------- | ----------------- | -------------- | -------- |
| A        | Demir Hotić       | Kaiserslautern |          |
| D        | Srečko Katanec    | Sampdoria      |          |
| A        | Jürgen Klinsmann  | Inter          |          |
| C        | Samuel Okwaraji   | Berchem Sport  |          |
| C        | Michael Schröder  | Amburgo        |          |
| C        | Rainer Schütterle | Karlsruhe      |          |
| D        | Rainer Zietsch    | Uerdingen 05   |          |

### Sessione invernale
| Acquisti | Acquisti            | Acquisti   | Acquisti |
| R.       | Nome                | da         | Modalità |
| -------- | ------------------- | ---------- | -------- |
| D        | Eyjólfur Sverrisson | Tindastóll |          |

| Cessioni | Cessioni | Cessioni | Cessioni |
| R.       | Nome     | a        | Modalità |
| -------- | -------- | -------- | -------- |

## Risultati

### Bundesliga

#### Girone di andata
| Arbitro: | Löwer |

|                        |           |  |
| Hartmann 30’ Kastl 38’ | Marcatori |  |

| Colonia 9 agosto 1989, ore 20:00 CEST 2ª giornata | Colonia | 0 – 0 referto | Stoccarda | Müngersdorfer Stadion (33 000 spett.)\| Arbitro: \| Mierswa \| |
| Arbitro:                                          | Mierswa |               |           |                                                                |

| Arbitro: | Amerell |

|           |           |  |
| Kastl 50’ | Marcatori |  |

| Arbitro: | Pauly |

|                |           |  |
| von Heesen 74’ | Marcatori |  |

| Arbitro: | Krug |

|          |           |                        |
| Kastl 7’ | Marcatori | 66’ (rig.) Falkenmayer |

| Arbitro: | Umbach |

|                 |           |  |
| Leifeld 5’, 35’ | Marcatori |  |

| Arbitro: | Kriegelstein |

|                               |           |                             |
| Schütz 12’, 62’ Rada 45’, 65’ | Marcatori | 81’ (aut.) Klotz 88’ Walter |

| Arbitro: | Föckler |

|              |           |  |
| Buchwald 42’ | Marcatori |  |

| Arbitro: | Wiesel |

|            |           |                      |
| Dooley 89’ | Marcatori | 43’ Walter 82’ Hotić |

| Arbitro: | Weber |

|                         |           |               |
| Basualdo 43’ Walter 63’ | Marcatori | 69’ Wohlfarth |

| Arbitro: | Harder |

|             |           |             |
| Seckler 19’ | Marcatori | 47’ Gaudino |

| Arbitro: | Assenmacher |

|                                        |           |  |
| Walter 27’, 90’ Hotić 34’ Allgöwer 65’ | Marcatori |  |

| Arbitro: | Broska |

|                                                              |           |              |
| Meier 25’ Rufer 33’, 89’ Neubarth 68’, 83’ Kutzop 86’ (rig.) | Marcatori | 36’ Basualdo |

| Arbitro: | Merk |

|                                     |           |             |
| Hotić 32’ Buchwald 49’ Schmäler 87’ | Marcatori | 13’ MacLeod |

| Arbitro: | Pauly |

|  |           |                         |
|  | Marcatori | 13’ Walter 79’ Allgöwer |

| Arbitro: | Theobald |

|                                                          |           |  |
| Schmäler 24’ Hartmann 58’ Allgöwer 65’ Walter 73’ (rig.) | Marcatori |  |

| Arbitro: | Löwer |

|                                       |           |                           |
| Finke 33’ Maciel 47’, 60’ Dittmer 51’ | Marcatori | 66’ Buchwald 81’ Schmäler |

#### Girone di ritorno
| Arbitro: | Föckler |

|             |           |  |
| Hermann 25’ | Marcatori |  |

| Arbitro: | Wiesel |

|                                        |           |           |
| Greiner 2’ (aut.) Walter 67’ Kastl 73’ | Marcatori | 90’ Sturm |

| Arbitro: | Werner |

|                    |           |           |
| Dais 10’ Meyer 83’ | Marcatori | 1’ Walter |

| Arbitro: | Dardenne |

|                                                  |           |  |
| Gaudino 37’ Buchwald 45’ Sigurvinsson 70’ (rig.) | Marcatori |  |

| Arbitro: | Steinborn |

|                                                |           |            |
| Andersen 27’, 53’ Studer 65’ Eckstein 66’, 75’ | Marcatori | 52’ Walter |

| Arbitro: | Fröhlich |

|              |           |  |
| Schmäler 71’ | Marcatori |  |

| Arbitro: | Scheuerer |

|                                                  |           |  |
| Schmäler 8’ Gaudino 26’ Walter 39’ Frontzeck 66’ | Marcatori |  |

| Arbitro: | Merk |

|                                           |           |               |
| Zietsch 38’ Laudrup 72’ Witeczek 84’, 86’ | Marcatori | 83’ Frontzeck |

| Arbitro: | Pauly |

|  |           |          |
|  | Marcatori | 3’ Hotić |

| Arbitro: | Krug |

|                                       |           |            |
| Wohlfarth 26’ Pflügler 65’ Kohler 70’ | Marcatori | 22’ Walter |

| Stoccarda 7 aprile 1990, ore 15:30 CEST 28ª giornata | Stoccarda | 0 – 0 referto | Bayer Leverkusen | Neckarstadion (21 000 spett.)\| Arbitro: \| Dellwing \| |
| Arbitro:                                             | Dellwing  |               |                  |                                                         |

| Amburgo 12 aprile 1990, ore 19:30 CEST 29ª giornata | St. Pauli   | 0 – 0 referto | Stoccarda | Millerntor-Stadion (20 551 spett.)\| Arbitro: \| Assenmacher \| |
| Arbitro:                                            | Assenmacher |               |           |                                                                 |

| Arbitro: | Richmann |

|                                                |           |            |
| Rasmussen 9’ Frontzeck 34’ (rig.) Schmäler 55’ | Marcatori | 66’ Votava |

| Arbitro: | Steinborn |

|                     |           |  |
| Zorc 15’ Möller 44’ | Marcatori |  |

| Arbitro: | Weber |

|                                                      |           |  |
| Schnalke 59’ Frontzeck 61’ Sverrisson 67’ Walter 69’ | Marcatori |  |

| Arbitro: | Umbach |

|                                      |           |              |
| Spies 36’ Hochstätter 61’ Criens 74’ | Marcatori | 79’ Allgöwer |

| Arbitro: | Kentsch |

|                          |           |                       |
| Gaudino 48’ Buchwald 56’ | Marcatori | 8’ Wohlert 64’ Maciel |

### Coppa di Germania
| Arbitro: | Barnick |

|             |           |                             |
| Scheyno 54’ | Marcatori | 22’ Kastl 25’, 28’ Buchwald |

| Arbitro: | Osmers |

|  |           |                          |
|  | Marcatori | 115’ Buchwald 118’ Hotić |

| Arbitro: | Dellwing |

|                              |           |  |
| Walter 43’, 77’ Hartmann 64’ | Marcatori |  |

| Arbitro: | Weber |

|                            |           |  |
| Neubarth 2’, 27’ Rufer 45’ | Marcatori |  |

### Coppa UEFA
| Arbitro: | Hackett |

|                         |           |  |
| Walter 21’ Allgöwer 48’ | Marcatori |  |

| Arbitro: | Santos |

|                              |           |                  |
| Keur 21’ van Geel 52’ (rig.) | Marcatori | 66’ Sigurvinsson |

| Arbitro: | King |

|  |           |              |
|  | Marcatori | 87’ Allgöwer |

| Arbitro: | Türe |

|                                                            |           |  |
| Walter 27’ Sigurvinsson 41’, 44’ Allgöwer 43’ Buchwald 49’ | Marcatori |  |

| Arbitro: | Spirin |

|              |           |  |
| Lehnhoff 10’ | Marcatori |  |

| Arbitro: | Petrović |

|               |           |                |
| Frontzeck 51’ | Marcatori | 60’ Broeckaert |

## Statistiche

### Statistiche di squadra
| Competizione      | Punti | In casa | In casa | In casa | In casa | In casa | In casa | In trasferta | In trasferta | In trasferta | In trasferta | In trasferta | In trasferta | Totale | Totale | Totale | Totale | Totale | Totale | DR  |
| Competizione      | Punti | G       | V       | N       | P       | Gf      | Gs      | G            | V            | N            | P            | Gf           | Gs           | G      | V      | N      | P      | Gf     | Gs     | DR  |
| ----------------- | ----- | ------- | ------- | ------- | ------- | ------- | ------- | ------------ | ------------ | ------------ | ------------ | ------------ | ------------ | ------ | ------ | ------ | ------ | ------ | ------ | --- |
| Bundesliga        | 36    | 17      | 13      | 3       | 1       | 38      | 8       | 17           | 2            | 3            | 12           | 15           | 39           | 34     | 15     | 6      | 13     | 53     | 47     | +6  |
| Coppa di Germania | -     | 1       | 1       | 0       | 0       | 3       | 0       | 3            | 2            | 0            | 1            | 5            | 4            | 4      | 3      | 0      | 1      | 8      | 4      | +4  |
| Coppa UEFA        | -     | 3       | 2       | 1       | 0       | 8       | 1       | 3            | 1            | 0            | 2            | 2            | 3            | 6      | 3      | 1      | 2      | 10     | 4      | +6  |
| Totale            | 36    | 21      | 16      | 4       | 1       | 49      | 9       | 23           | 5            | 3            | 15           | 22           | 46           | 44     | 21     | 7      | 16     | 71     | 55     | +16 |

### Andamento in campionato
| Giornata  | 1 | 2 | 3 | 4 | 5 | 6  | 7  | 8  | 9 | 10 | 11 | 12 | 13 | 14 | 15 | 16 | 17 | 18 | 19 | 20 | 21 | 22 | 23 | 24 | 25 | 26 | 27 | 28 | 29 | 30 | 31 | 32 | 33 | 34 |
| --------- | - | - | - | - | - | -- | -- | -- | - | -- | -- | -- | -- | -- | -- | -- | -- | -- | -- | -- | -- | -- | -- | -- | -- | -- | -- | -- | -- | -- | -- | -- | -- | -- |
| Luogo     | C | T | C | T | C | T  | T  | C  | T | C  | T  | C  | T  | C  | T  | C  | T  | T  | C  | T  | C  | T  | C  | C  | T  | C  | T  | C  | T  | C  | T  | C  | T  | C  |
| Risultato | V | N | V | P | N | P  | P  | V  | V | V  | N  | V  | P  | V  | V  | V  | P  | P  | V  | P  | V  | P  | V  | V  | P  | P  | P  | N  | N  | V  | P  | V  | P  | N  |
| Posizione | 3 | 3 | 3 | 6 | 6 | 11 | 12 | 10 | 7 | 6  | 6  | 4  | 6  | 5  | 5  | 4  | 5  | 5  | 5  | 5  | 5  | 5  | 5  | 5  | 6  | 6  | 6  | 6  | 6  | 6  | 6  | 6  | 6  | 6  |

Legenda:

Luogo: C = Casa; T = Trasferta. Risultato: V = Vittoria; N = Pareggio; P = Sconfitta.

### Statistiche dei giocatori
| Giocatore       | Bundesliga | Bundesliga | Bundesliga  | Bundesliga | Coppa di Germania | Coppa di Germania | Coppa di Germania | Coppa di Germania | Coppa UEFA | Coppa UEFA | Coppa UEFA  | Coppa UEFA | Totale   | Totale | Totale      | Totale     |
| Giocatore       | Presenze   | Reti       | Ammonizioni | Espulsioni | Presenze          | Reti              | Ammonizioni       | Espulsioni        | Presenze   | Reti       | Ammonizioni | Espulsioni | Presenze | Reti   | Ammonizioni | Espulsioni |
| --------------- | ---------- | ---------- | ----------- | ---------- | ----------------- | ----------------- | ----------------- | ----------------- | ---------- | ---------- | ----------- | ---------- | -------- | ------ | ----------- | ---------- |
| K. Allgöwer     | 32         | 4          | 0           | 0          | 4                 | 0                 | 1                 | 0                 | 6          | 3          | 0           | 0          | 42       | 7      | 1           | 0          |
| J. Basualdo     | 28         | 2          | 2           | 0          | 4                 | 0                 | 0                 | 0                 | 6          | 0          | 0           | 0          | 38       | 2      | 2           | 0          |
| G. Buchwald     | 28         | 5          | 2           | 0          | 3                 | 3                 | 0                 | 0                 | 5          | 1          | 0           | 0          | 36       | 9      | 2           | 0          |
| M. Frontzeck    | 31         | 4          | 3           | 0          | 3                 | 0                 | 1                 | 0                 | 6          | 1          | 0           | 0          | 40       | 5      | 4           | 0          |
| M. Gaudino      | 27         | 4          | 1           | 0          | 2                 | 0                 | 0                 | 0                 | 3          | 0          | 0           | 0          | 32       | 4      | 1           | 0          |
| J. Hartmann     | 31         | 2          | 5           | 1          | 4                 | 1                 | 0                 | 0                 | 6          | 0          | 0           | 0          | 41       | 3      | 5           | 1          |
| D. Hotić        | 11         | 3          | 5           | 0          | 2                 | 1                 | 1                 | 0                 | 5          | 0          | 0           | 0          | 18       | 4      | 6           | 0          |
| E. Immel        | 27         | 0          | 0           | 0          | 4                 | 0                 | 0                 | 0                 | 6          | 0          | 0           | 0          | 37       | 0      | 0           | 0          |
| A. Jüptner      | 15         | 0          | 4           | 0          | 2                 | 0                 | 0                 | 0                 | 3          | 0          | 0           | 0          | 20       | 0      | 4           | 0          |
| M. Kastl        | 18         | 4          | 2           | 0          | 2                 | 1                 | 0                 | 0                 | 1          | 0          | 0           | 0          | 21       | 5      | 2           | 0          |
| J. Keller       | 0          | 0          | 0           | 0          | 0                 | 0                 | 0                 | 0                 | 0          | 0          | 0           | 0          | 0        | 0      | 0           | 0          |
| M. Kurz         | 1          | 0          | 0           | 0          | 0                 | 0                 | 0                 | 0                 | 0          | 0          | 0           | 0          | 1        | 0      | 0           | 0          |
| I. Latifović    | 0          | 0          | 0           | 0          | 0                 | 0                 | 0                 | 0                 | 0          | 0          | 0           | 0          | 0        | 0      | 0           | 0          |
| K. Mirwald      | 0          | 0          | 0           | 0          | 0                 | 0                 | 0                 | 0                 | 0          | 0          | 0           | 0          | 0        | 0      | 0           | 0          |
| G. Poschner     | 14         | 0          | 0           | 0          | 3                 | 0                 | 0                 | 0                 | 3          | 0          | 0           | 0          | 20       | 0      | 0           | 0          |
| P. Rasmussen    | 13         | 1          | 1           | 0          | 0                 | 0                 | 0                 | 0                 | 1          | 0          | 0           | 0          | 14       | 1      | 1           | 0          |
| N. Schmäler     | 24         | 1          | 3           | 0          | 4                 | 0                 | 0                 | 0                 | 4          | 0          | 0           | 0          | 32       | 1      | 3           | 0          |
| O. Schmäler     | 14         | 5          | 0           | 0          | 1                 | 0                 | 0                 | 0                 | 1          | 0          | 0           | 0          | 16       | 5      | 0           | 0          |
| M. Schnalke     | 6          | 1          | 1           | 0          | 1                 | 0                 | 0                 | 0                 | 0          | 0          | 0           | 0          | 7        | 1      | 1           | 0          |
| G. Schäfer      | 22         | 0          | 7           | 0          | 1                 | 0                 | 1                 | 0                 | 5          | 0          | 0           | 0          | 28       | 0      | 8           | 0          |
| Á. Sigurvinsson | 23         | 1          | 1           | 0          | 3                 | 0                 | 0                 | 0                 | 4          | 3          | 0           | 0          | 30       | 4      | 1           | 0          |
| A. Strehmel     | 27         | 0          | 3           | 0          | 3                 | 0                 | 1                 | 0                 | 4          | 0          | 0           | 0          | 34       | 0      | 4           | 0          |
| E. Sverrisson   | 3          | 1          | 0           | 0          | 0                 | 0                 | 0                 | 0                 | 0          | 0          | 0           | 0          | 3        | 1      | 0           | 0          |
| E. Trautner     | 7          | 0          | 0           | 0          | 2                 | 0                 | 0                 | 0                 | 0          | 0          | 0           | 0          | 9        | 0      | 0           | 0          |
| F. Walter       | 31         | 13         | 5           | 0          | 3                 | 2                 | 2                 | 0                 | 6          | 2          | 0           | 0          | 40       | 17     | 7           | 0          |